# Oxira roseovirgata
Oxira roseovirgata är en fjärilsart som beskrevs av Edward Alfred Cockayne 1952. Oxira roseovirgata ingår i släktet Oxira och familjen nattflyn. Inga underarter finns listade i Catalogue of Life.